# Brunstatt
 Brunstatt  (en alsacià Brunscht) és un municipi francès, situat a la regió del Gran Est, al departament de l'Alt Rin. L'any 2006 tenia 6.180 habitants. L'1 de gener del 2016 va passar a ser un municipi delegat del municipi nou de Brunstatt-Didenheim en fusionar-se amb Didenheim.

## Demografia
| 1962  | 1968  | 1975  | 1982  | 1990  | 1999  |
| ----- | ----- | ----- | ----- | ----- | ----- |
| 4.024 | 4.424 | 5.047 | 4.887 | 5.168 | 5.536 |

## Administració
| Període   | Identitat     | Partit |
| --------- | ------------- | ------ |
| 1976-1992 | André Blum    |        |
| 2001-     | Francis Flury |        |